# Het geheim (boek)
Het geheim is een roman geschreven door Anna Enquist. Het boek verscheen in 1997 en won in datzelfde jaar de Publieksprijs voor het Nederlandse Boek. Het is haar tweede roman na Het Meesterstuk uit 1994, waarmee ze de Debutantenprijs won.
Deze roman kende vele herdrukken en verscheen in 2014 ook in een pocketuitgave, hetgeen het grote succes ervan illustreert.

## Titel
De titel verwijst naar het grote geheim van het hoofdpersonage Wanda Wiericke, namelijk wie haar vader is. Daarnaast worden er in het boek meer dingen verzwegen.

## Boekinformatie
- Het geheim, Anna Enquist, eerste druk 1997, 191 blz., Uitgeverij De Arbeiderspers, ISBN 978-90-295-6710-7 (ingenaaid)